# FIFA 13
 (juillet 2017).
Si vous disposez d'ouvrages ou d'articles de référence ou si vous connaissez des sites web de qualité traitant du thème abordé ici, merci de compléter l'article en donnant les références utiles à sa vérifiabilité et en les liant à la section « Notes et références ».
FIFA 13 (FIFA Soccer 13 en Amérique du Nord) est un jeu vidéo de football développé par EA Canada et édité par Electronic Arts. Il est sorti les 25 et 27 septembre 2012 sur PC, PlayStation 3, Xbox 360, Nintendo 3DS, PlayStation Portable, PlayStation Vita, PlayStation 2, Wii et Wii U. C'est le dix-neuvième jeu de la franchise FIFA Football et par la même occasion la suite de FIFA 12.

## Système de jeu

### Nouveautés
Le first touch control, autrement dit le premier contrôle de balle, est la plus grosse nouveauté du jeu. Plus le joueur a des statistiques importantes dans le domaine technique, plus il démontre son aisance. En revanche, c'est sur les ballons difficilement maîtrisables, comme la réception d'un dégagement ou d'une passe en hauteur, que la différence peut se faire.
Grâce au Player Impact Engine, les joueurs peuvent faire parler leur masse athlétique en mettant les bras en opposition, pour protéger ou récupérer le ballon par exemple.
De leur côté, les coups francs se voient offrir de nouvelles combinaisons. Désormais, ce ne sont plus deux mais trois joueurs qui peuvent être appelés autour du tireur, pour feinter le tir, talonner le ballon... De plus, lors d'un coup franc défensif, le joueur peut ajouter et soustraire des joueurs dans le mur ainsi que les faire avancer, mais sans en abuser, sous peine de recevoir un carton jaune.
Enfin, l'intelligence tactique des attaquants a été améliorée : ils multiplient les appels de balle, ou reviennent en bonne position s'ils ne reçoivent pas le ballon et s'ils se trouvent en position de hors-jeu.
Nous pouvons aussi constater que les joueurs PRO ne peuvent plus commencer haut dans les parties solo.
Concernant les nouvelles équipes, les sélections de République tchèque, du Venezuela, d'Inde, de Bolivie et du Paraguay sont ajoutées au jeu. À noter la disparition de la sélection de Croatie.
L'équipe du Match des étoiles de la MLS est à débloquer sur l'EA Sports Football Club et peut être utilisée dans le jeu.
Innovation de ce Fifa 13, on peut diriger une équipe nationale en même temps qu'un club en mode Carrière ce qui permet de disputer des compétitions internationales avec sa sélection ou encore des matchs amicaux (fonction indisponible sur la 3DS).
Un nouveau mode de jeu, "Ultimate Team" :
Fifa Ultimate Team est un mode de jeu qui est apparu pour la première fois dans Fifa 13, et qui est présent dans chaque nouveau Fifa depuis Fifa 13, jusqu’au dernier Fifa sorti à l’heure actuelle. Le but de ce mode de jeu est de créer son “équipe de rêve”, en achetant (avec de la monnaie fictive appelée “crédits”) des joueurs prenant la forme de cartes, qui sont obtenues grâce à l’achat de packs contenant des cartes aléatoires, ou grâce à l’achat, auprès d’autres joueurs, de cartes choisies (non aléatoirement), par l'intermédiaire du “marché des transferts”. Il est également possible d’acheter des packs avec de l’argent réel convertis en “points FIFA”. Les crédits sont gagnés en jouant des matchs. Les cartes des joueurs sont classées par rareté, commençant par “bronze”, puis “argent”, puis “or” pour les meilleures. Elles sont également classées par une note allant de 47 à 64 pour les cartes bronze, de 65 à 74 pour les cartes argent, et de 75 à 99 pour les cartes or. Chaque carte représente un joueur pour lequel des statistiques lui sont attribués selon ses performances dans la vie réelle, et plus ses statistiques sont élevées, plus leur note générale est élevée. Les cartes ayant une note générale plus élevée, sont plus rares à avoir dans les packs, et sont plus coûteuses à acheter sur le “marché des transferts”.

### Compatibilité Kinect et PS Move
Lors de l'Electronic Entertainment Expo, à Los Angeles, EA a annoncé la future compatibilité Kinect sur Xbox 360. De même, lors de la conférence PlayStation de la GamesCom de Cologne, EA annonce que le PS Move de la PlayStation 3 sera entièrement compatible.

## Démo
La démo est sortie le 11 septembre 2012. Arsenal, Manchester City, Dortmund, la Juventus et l'AC Milan y sont disponibles.

## Bande-son
- Matisyahu : Searchin
- Young Empires : Rain of Gold
- Flo Rida feat. Lil Wayne : Let It Roll Part 2
- Imagine Dragons : On Top of the World
- Santigold : Big Mouth
- Passion Pit : I’ll Be Alright
- Clement Marfo and The Frontline : Us Against The World
- The Presets : Ghosts
- Chevin : Champion
- Animal Kingdom : Get Away With It
- Ashtar Command : Mark IV feat. Joshua Radin
- Cali : Outta My Mind
- Astro : Panda
- Atlas Genius (en) :  If So
- Band Of Horses : Feud
- Bastille : Weight Of Living, Part 2
- Bloc Party : We Are Not Good People
- Crystal Fighters : Follow
- deadmau5 feat. Gerard Way : Professional Griefers
- Django Django : Hail Bop
- Duologue : Get Out While You Can
- Elliphant : TeKKno Scene feat. Adam Kanyama
- Featurecast : Got That Fire (Oh La Ha) (feat. Pugs Atomz)
- Fitz and The Tantrums : Spark
- Foreign Beggars and Bare Noise : See The Light
- Hadouken! : Bliss Out
- Jagwar Ma : What Love
- Kasabian : Club Foot
- Jonathan Boulet : You’re A Animal
- Kimbra : Come Into My head
- Kitten : G#
- Kraftklub : Eure Madchen
- Ladyhawke : Black White & Blue
- Madeon : Finale
- Metric : Speed The Collapse
- Miike Snow : Paddling Out
- Reptar : Sweet Sipping Soda
- Reverend And The Makers : Shine The Light
- Rock Mafia : Fly Or Die
- The Royal Concept : Goldrushed
- Royal Teeth : Wild
- St. Lucia : September
- Stepdad : Jungles
- The Enemy : Saturday
- The Heavy : Don’t Say Nothing
- Two Door Cinema Club : Sleep Alone
- Walk the Moon : Quesadilla
- Wretch 32 : Blur
- Youngblood Hawke : We Come Running
- Zemaria : Past 2

Hervé Mathoux et Franck Sauzée sont les commentateurs de la version française du jeu. Emmanuel Rausenberger vient s'ajouter au duo en tant que consultant. Pour la version anglophone, Martin Tyler, Alan Smith, Clive Tyldesley et Andy Townsend gardent leur poste. Concernant la version latino-américaine, Fernando Palomo, Mario Kempes et Ciro Procuna, tous commentateurs sur ESPN, sont présents.

## Accueil
- IGN : 9/10 (PS3/X360/PC)[7] - 4/10 (Vita)[8] - 6/10 (Wii U)[9]
- Jeuxvideo.com : 18/20 (PS3/X360/PC)[10] - 5/20 (Wii/PS2/Vita/3DS)[11] - 12/20 (Wii U)[12]